# Los Banos
Los Banos is een plaats (city) in de Amerikaanse staat Californië, en valt bestuurlijk gezien onder Merced County.

## Demografie
Bij de volkstelling in 2000 werd het aantal inwoners vastgesteld op 25.869.
In 2006 is het aantal inwoners door het United States Census Bureau geschat op 34.717, een stijging van 8848 (34.2%).

## Geografie
Volgens het United States Census Bureau beslaat de plaats een oppervlakte van
21,1 km², waarvan 20,8 km² land en 0,3 km² water. Los Banos ligt op ongeveer 31 m boven zeeniveau.

## Geboren
- Iris Apatow (2002), actrice

## Plaatsen in de nabije omgeving
De onderstaande figuur toont nabijgelegen plaatsen in een straal van 40 km rond Los Banos.